# Tiefenort
Tiefenort is een plaats en was een gemeente in de Duitse deelstaat Thüringen, en maakte deel uit van de Wartburgkreis. Tiefenort telt circa 4.000 inwoners.

## Indeling
Naast het dorp Tiefenort omvatte de gemeente de dorpen Dönges, Hämbach, Oberrohn met Hüttenhof en Röhrigshof, Unterrohn en Weißendiez en de gemeente voerde tevens als vervullende gemeente de bestuurstaken van de gemeente Frauensee uit tot beide op 6 juli 2018 werd opgenomen in de gemeente Bad Salzungen.

## Geschiedenis
Het dorp wordt voor het eerst vermeld in een oorkonde uit 1137. De abdij van Hersfeld bezat hier een kasteel, Krayenburg, waarvan nog een ruïne resteert.

## Geboren
- Johann Melchior Molter (1696-1765), componist

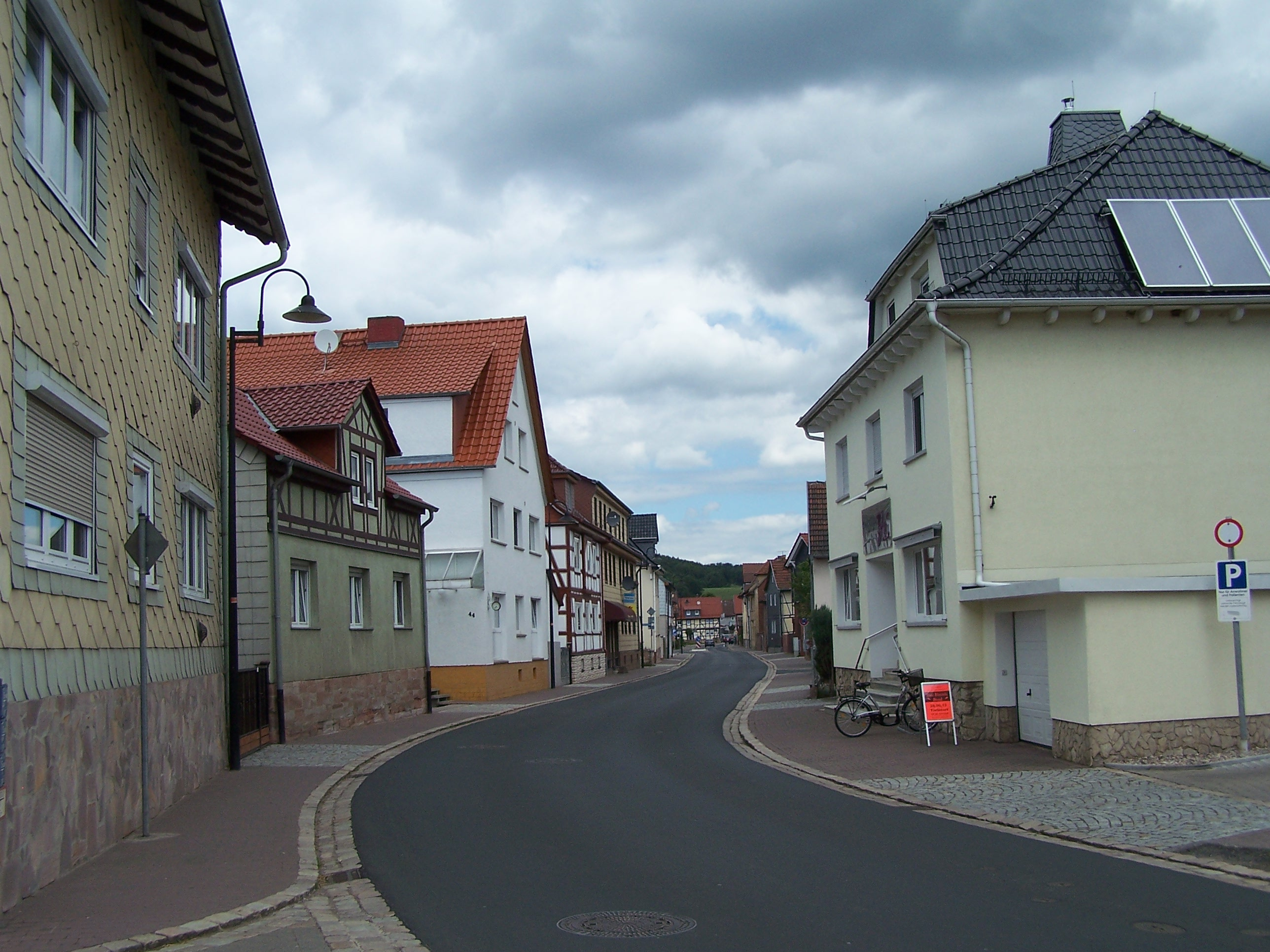
Dorpsstraat
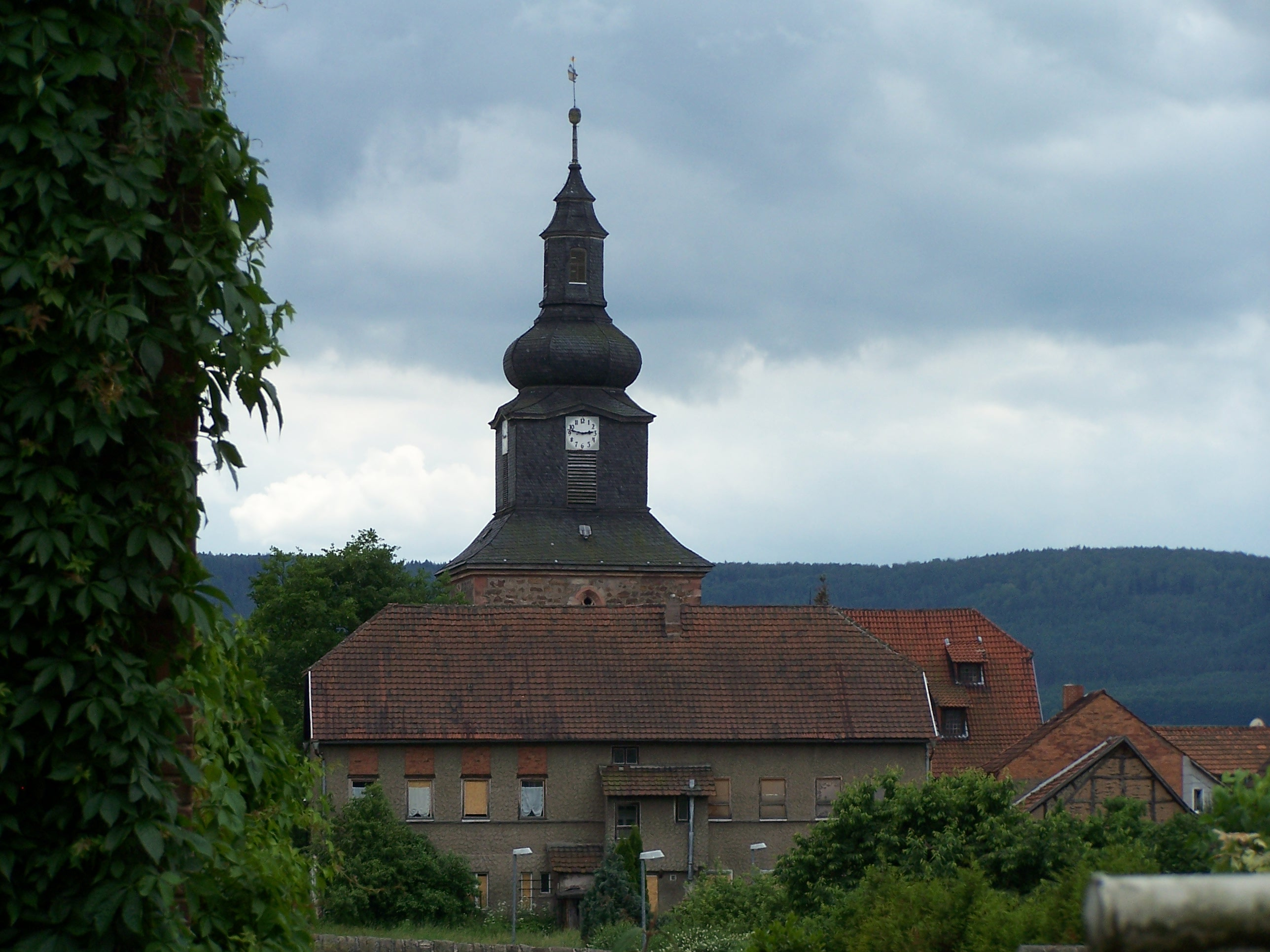
Kerktoren Peterskirche
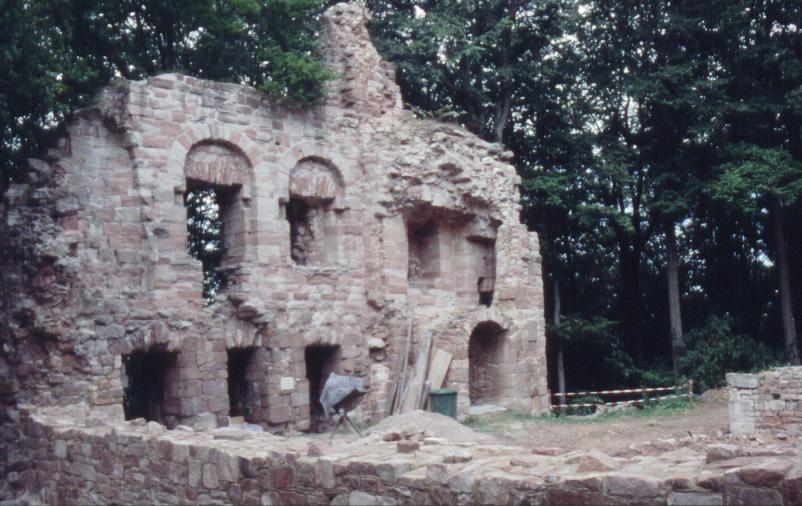
Kasteelruïne Krayenburg